# Papuabuskgök
Papuabuskgök (Cacomantis castaneiventris) är en fågel i familjen gökar inom ordningen gökfåglar.

## Utseende och läte
Papuabuskgöken är en liten gök med orangerbrun undersida, grå ovansida, gul ögonring och tvärbandad stjärtundersida. Arten liknar solfjädersbuskgök, men är mindre och mer färgglad. Lätet består av en genomträngande fallande drill. 

## Utbredning och systematik
Papuabuskgök behandlas antingen som monotypisk eller delas in i tre underarter med följande utbredning:
- C. c. castaneiventris – förekommer på Aru öarna och i nordöstra Australien (Cape York-halvön)
- C. c. arfakianus – förekommer i de västra papuanska öarna och på nordvästra Nya Guinea
- C. c. weiskei – förekommer i centrala och östra Nya Guinea

## Levnadssätt
Papuabuskgöken hittas vanligen i täta regnskogsmiljöer. Där är den tillbakadragen och upptäcks lättast genom lätet. 

## Status och hot
Arten har ett stort utbredningsområde, men tros minska i antal, dock inte tillräckligt kraftigt för att den ska betraktas som hotad. Internationella naturvårdsunionen IUCN listar arten som livskraftig (LC).

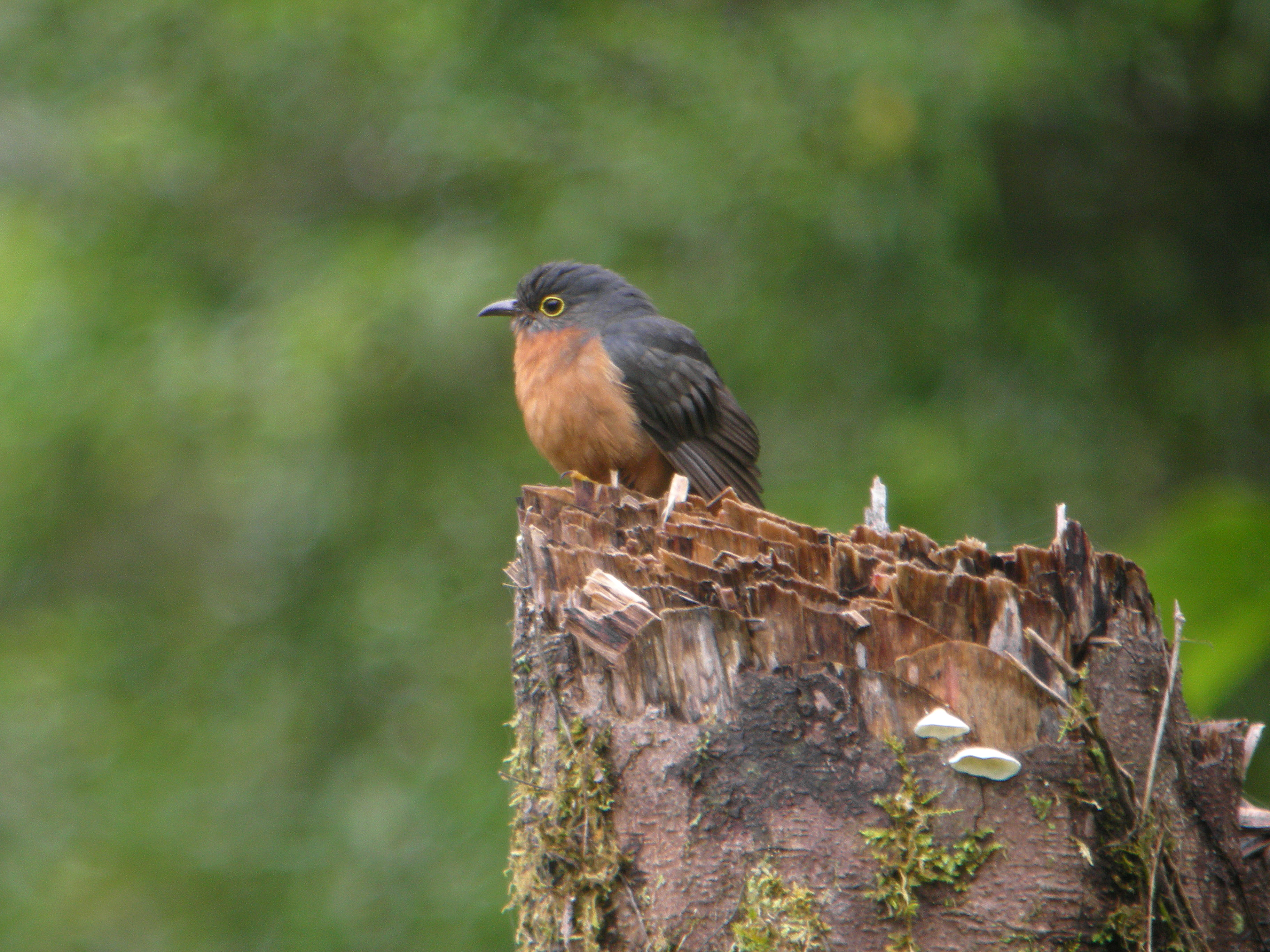